# Regional-Museum Sehnde

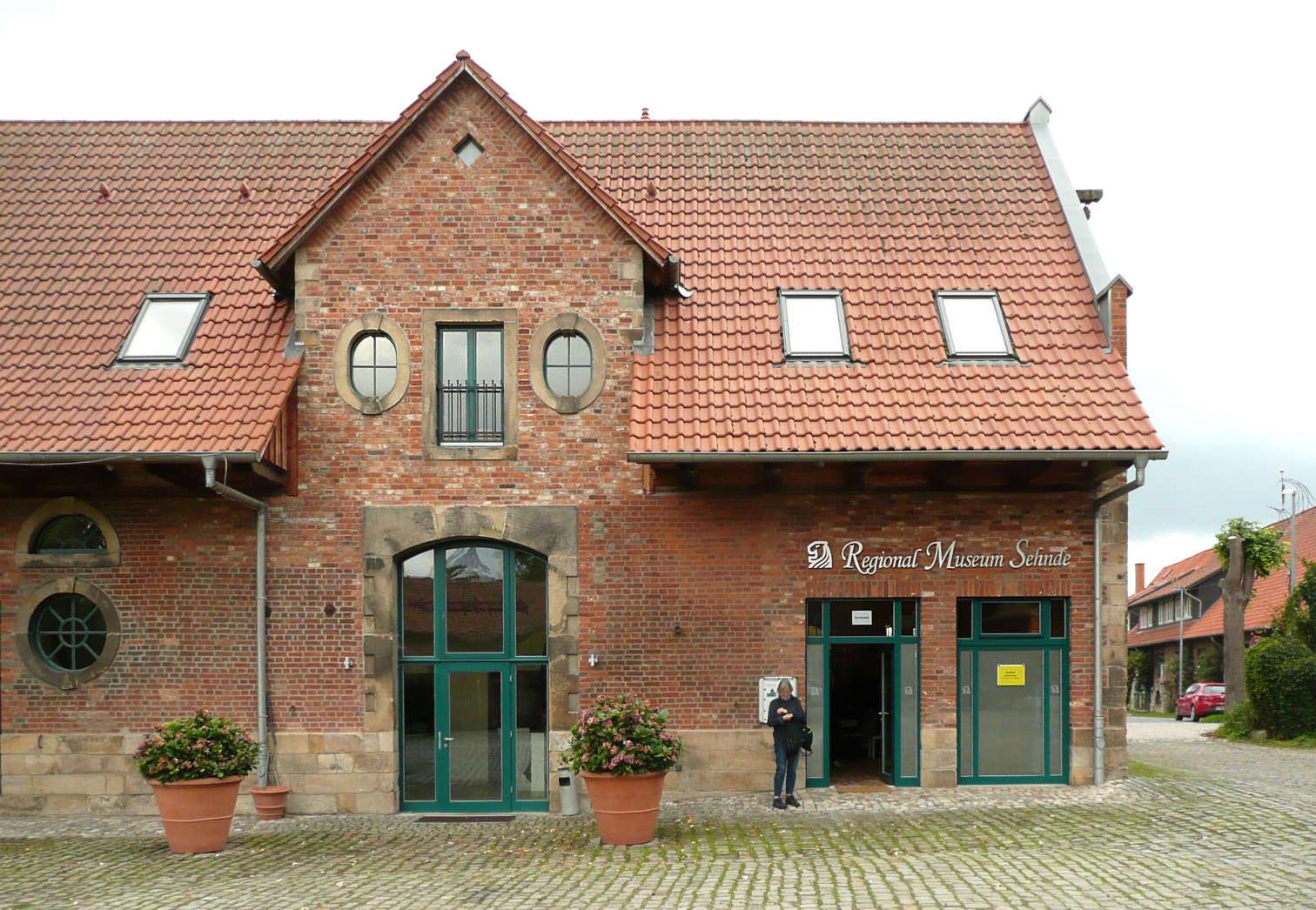
Das Regional-Museum Sehnde in Rethmar

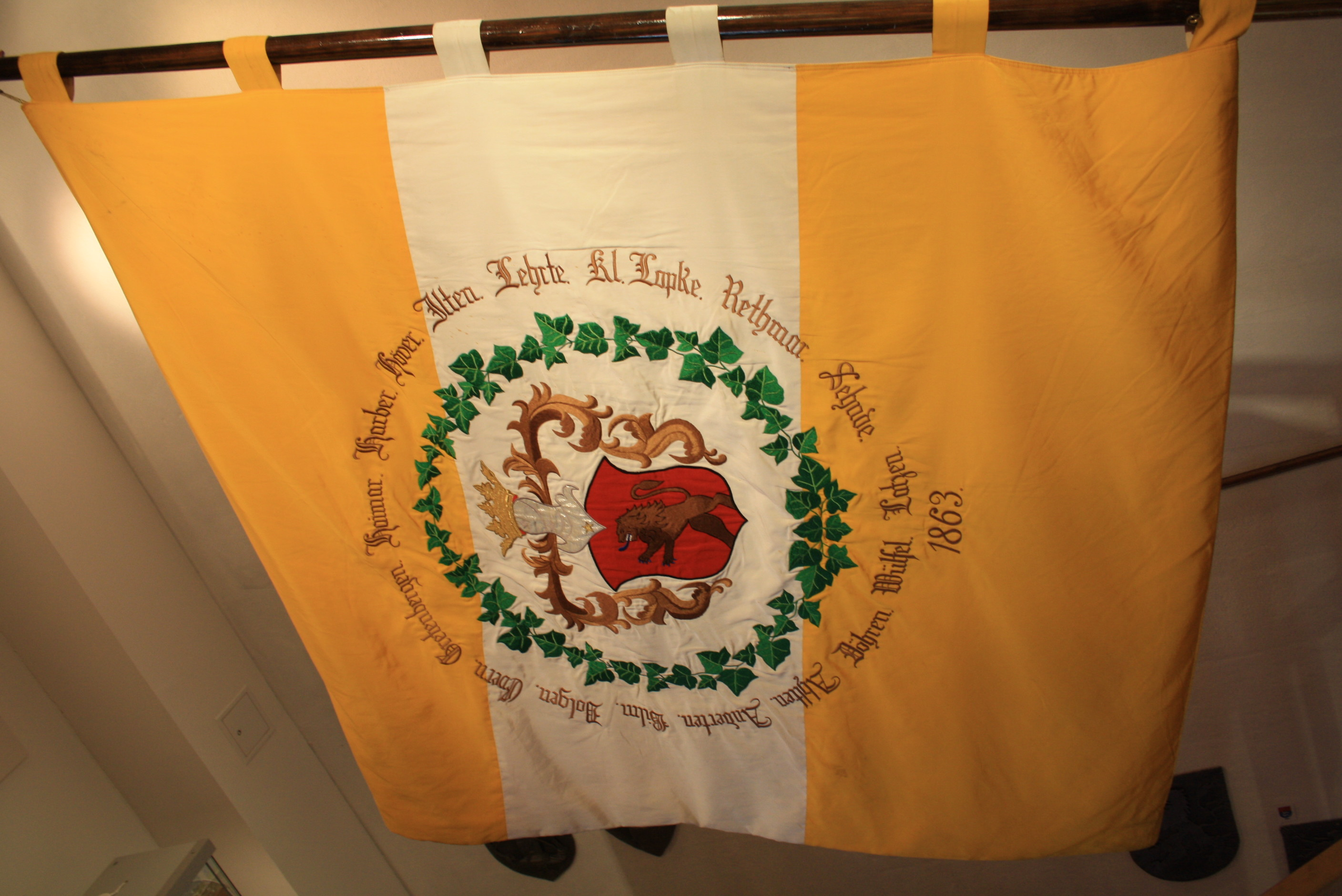
Nachbildung der Fahne des Großen Freien von 1863 im Regional-Museum

Das Regional-Museum Sehnde ist eine ständige Ausstellung zur Dokumentation der Regionalgeschichte und des Alltagslebens im Bereich der heutigen Stadt Sehnde. Das Museum befindet sich im früheren Pferdestall des ehemaligen Ritterguts Rethmar.
Träger ist der 2001 gegründete Verein Regional-Museum Sehnde e.V. Nach der Vereinsgründung befand sich die Museumssammlung zunächst an provisorischen Standorten in Sehnde und Ilten. Die offizielle Eröffnung in Rethmar erfolgte im Jahr 2006. Seit 2011 nutzt das Standesamt Sehnde das Obergeschoss als Trauzimmer.
Thematische Schwerpunkte des Museums sind die Geschichte der historischen Region Das Große Freie sowie der Kalibergbau in der Region. Landkarten, Bücher, Fahnen, Trophäen, Trachten und zahlreiche andere Gegenstände illustrieren Identität und Wandel von Landschaft und Bevölkerung im Lauf der Jahrhunderte.
Das Regional-Museum Sehnde ist an Sonn- und Feiertagen geöffnet.